# Hamza Lahmar
Hamza Lahmar (Susa, 28 maggio 1990) è un calciatore tunisino, centrocampista dell'Étoile Sportive du Sahel.

## Carriera

### Club
Ha sempre giocato nel campionato tunisino.

### Nazionale
Ha esordito in Nazionale nel 2015.